# Orlistat
Orlistat is een geneesmiddel voor de behandeling van obesitas en overgewicht. Het moet gebruikt worden in combinatie met een calorie- en vetarm dieet en onder dokterscontrole. De aanbevolen dosis is 60 of 120 mg bij elke hoofdmaaltijd, mits deze vet bevat.
Orlistat is de verzadigde vorm van lipstatin, dat geïsoleerd wordt uit de bacterie Streptomyces toxytricini. Het werd geoctrooieerd door Hoffmann-La Roche. De looptijd van het Amerikaans octrooi werd met vijf jaar verlengd tot 18 juni 2009. Naast Roche verkoopt GlaxoSmithKline het middel. Merknamen zijn Xenical (Roche) en Alli (GlaxoSmithKline).
Het was aanvankelijk enkel op doktersvoorschrift beschikbaar, in de vorm van tabletten van 120 mg. In 2007 werd het in de Verenigde Staten zonder voorschrift verkrijgbaar. In oktober 2008 gaf de adviescommissie van het Europees Geneesmiddelenbureau EMEA een positief advies voor de receptvrije aflevering van het middel, in de vorm van 60 mg-tabletten. In Nederland is de 60mg-dosering zonder recept verkrijgbaar bij de apotheek (UA).

## Indicatie
Orlistat is gericht op personen van 18 jaar of ouder met een BMI van 30 of meer (obesitas), of van 28 of meer (overgewicht) als de patiënten risico's lopen op ziekten als gevolg van het overgewicht. De Commissie Farmaceutische Hulp wijst er echter op dat orlistat gemiddeld slechts een "zeer beperkte extra gewichtsreductie" kan bewerkstelligen, en ziet daarom geen plaats voor orlistat bij de behandeling van obesitas.

## Werking[6]
Orlistat is een krachtige, irreversibele remmer van vetverterende enzymen (lipasen) in maag en darmen en vermindert de opname van vetten uit de voeding. De blokkering van deze enzymen verhindert dat vetten (triglyceriden) in de voeding worden omgezet tot absorbeerbare vrije vetzuren en monoglyceriden. In de plaats daarvan gaat ca. 30% van de vetten onverteerd door de darm. Orlistat wordt grotendeels onveranderd uitgescheiden via de feces.
In klinische studies is aangetoond dat mensen die het middel gebruiken in combinatie met een vetarm dieet, tot 50% meer gewicht kunnen verliezen vergeleken met personen die enkel het dieet volgen. Na ongeveer 12 weken stabiliseert de BMI zich. Men moet het middel wel blijven nemen, omdat het effect van orlistat reversibel is. De resultaten kunnen wel sterk verschillen van persoon tot persoon. Indien na 12 weken behandeling geen gewichtsverlies van ten minste 5 % is opgetreden, moet de behandeling worden stopgezet.

## Bijwerkingen
Orlistat heeft, vooral in het begin van de behandeling, een aantal onaangename bijwerkingen, m.n. last van de darmen (sterke aandrang tot stoelgang, vettige, olieachtige of vloeibare ontlasting, winderigheid e.d.). Hoe meer vet er in het voedsel zit des te groter deze bijwerkingen zullen zijn. Andere neveneffecten zijn hoofdpijn, influenza, verkoudheid en een lage bloedsuikerspiegel (hypoglykemie). De bijwerkingen verdwijnen na een tijd wanneer het lichaam gewend wordt aan het middel.

## Contra-indicaties
- Chronisch malabsorptiesyndroom.
- Cholestase
- Zwangerschap
- Borstvoeding
- Bloedverdunners
- ciclosporine